# قدرة متغيرة

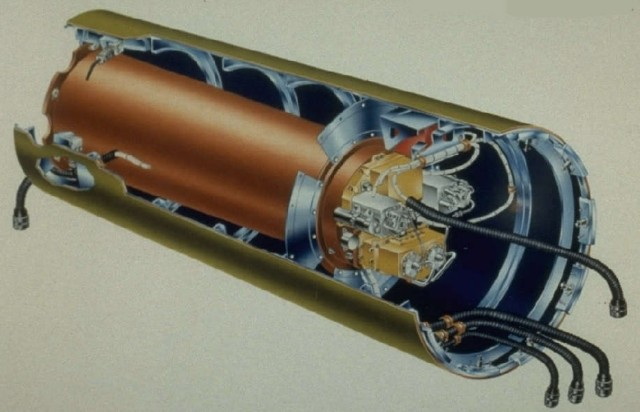
الرأس الحربي W85 (DOE)

قدرة متغيرة هو خيار متاح في معظم الأسلحة النووية الحديثة. حيث يسمح للمشغل بتحديد قدرة السلاح أو القوة التفجيرية، مما يسمح باستخدام تصميم واحد في مواقع مختلفة. على سبيل المثال كان للقنبلة بي 61 (قنبلة نووية) قدرة متفجرة قابلة للتحديد تبلغ 0.3 أو 5 أو 10 أو 80 كيلوطن، اعتمادًا على كيفية قيام الطاقم الأرضي بتعيين قرص داخل الغلاف عند تحميلها على متن طائرة.

## نبذة
تواجدت تقنية القدرة المتغيرة منذ أواخر الخمسينيات. تتضمن أمثلة الأسلحة ذات القدرة المتغيرة مثل القنبلة النووية بي 61 (قنبلة نووية)، والرؤوس الحربية دبليو80، ودبليو 85 (قنبلة نووية)، ودبليو إي.177.
معظم الأسلحة النووية الحديثة هي أسلحة نووية حرارية من نوع قنبلة هيدروجينية، مع مرحلة انشطار أولية ومرحلة ثانوية اندماج (أو انشطار) تنهار بفعل الطاقة من المرحلة الأولية.

## الأنواع
توجد ثلاث طرق على الأقل للقدرة المتغيرة:
- تغيير الناتج الأولي عن طريق التعزيز بالاندماج، باستخدام كميات صغيرة من غاز الديوتيريوم/التريتيوم داخل القنبلة النووية الانشطارية الأولية لرفع قدرتها عن طريق توفير نيوترونات في بداية عملية الانشطار. ويمكن ضبط الكمية المستخدمة مسبقًا - على سبيل المثال 0% أو 25٪ أو 50٪ أو كل الغاز 100%.
- تغيير الناتج الأولي عن طريق تغيير توقيت أو استخدام مولدات نيترونات خارجية. هذه عبارة عن مسرعات جسيمات صغيرة تسبب تفاعل اندماج قصير عن طريق تسريع الديوتيريوم إلى هدف التريتيوم أو العكس، مما ينتج عنه نبضة قصيرة من النيوترونات النشطة.
- إيقاف تشغيل الثانوية النووية الحرارية، إما عن طريق إطلاق المرحلة الأولية عند إنتاجية منخفضة بما يكفي بحيث لا تضغط على الثانوية بدرجة كافية لتشتعل، أو عن طريق منع نقل الطاقة داخل الرأس الحربي لفترة قصيرة.

تشتمل جميع الرؤوس الحربية النووية البريطانية الحالية على تقنيات إنتاجية متغيرة القدرة كمعيار رئيسي أثناء إنتاج السلاح النووي.

## روابط خارجية
- nuclear weapons archive